# Roland Cieślak
Roland Cieślak (21 januari 1988) is een voormalig Pools langebaanschaatser. Hij is redelijk allround en kan zowel de 1500 meter als de lange afstanden goed aan.

## Carrière
Roland Cieślak wordt 10e in het allroundklassement op de wereldkampioenschappen schaatsen junioren 2007. Bij zijn wereldbekerdebuut een seizoen rijdt hij de 1500 meter maar wint daarop geen punten. Na enkele jaren B-groep en medailles op de Poolse kampioenschappen schaatsen afstanden doet hij in 2011 mee aan de Europese kampioenschappen schaatsen 2011 waarop hij 18e wordt. Twee jaar later verbetert hij deze prestatie door op de WK allround 16e te worden.
In 2012 doet Cieślak voor het eerst mee aan de WK afstanden, hij wordt 23e op de 1500 meter en 20e op de 5000 meter. Deze laatste prestatie kan hij een jaar later niet verbeteren, op de wereldkampioenschappen schaatsen afstanden 2013 - 5000 meter mannen wordt hij slechts 22e.

## Records

### Persoonlijke records
| Afstand      | Tijd     | Datum            | Baan      |
| ------------ | -------- | ---------------- | --------- |
| 500 meter    | 37,25    | 2 november 2013  | Calgary   |
| 1000 meter   | 1.12,41  | 11 oktober 2013  | Inzell    |
| 1500 meter   | 1.47,37  | 2 november 2013  | Calgary   |
| 3000 meter   | 3.48,33  | 14 oktober 2017  | Inzell    |
| 5000 meter   | 6.32,21  | 9 februari 2013  | Inzell    |
| 10.000 meter | 13.42,88 | 19 november 2017 | Stavanger |

(laatst bijgewerkt: 19 november 2017)

## Resultaten
| Jaar | EK Allround | WK Allround | WK Afstanden        | WK Junioren                    |
| ---- | ----------- | ----------- | ------------------- | ------------------------------ |
| 2007 |             |             |                     | 10e allround 26e achtervolging |
|      |             |             |                     |                                |
| 2011 | NC18        |             |                     |                                |
| 2012 |             |             | 23e 1500m 20e 5000m |                                |
| 2013 |             | NC16        | 21e 5000m           |                                |
|      |             |             |                     |                                |
| 2015 |             |             | 22e massastart      |                                |
|      |             |             |                     |                                |
| 2017 |             |             | 6e massastart       |                                |

NC18 = niet gekwalificeerd voor de laatste afstand, maar wel als 18e geklasseerd in de eindrangschikking